# Acanthomysis pseudomitsukurii
Acanthomysis pseudomitsukurii är en kräftdjursart som beskrevs av Ii 1964. Acanthomysis pseudomitsukurii ingår i släktet Acanthomysis och familjen Mysidae. Inga underarter finns listade i Catalogue of Life.